# クローバーバス (長岡市)
クローバーバスは、新潟県長岡市の南東部、山古志地域において運行されているコミュニティバスである。運行はNPO法人中越防災フロンティアが行っている。

## 概要
旧山古志村域の中央に位置する山古志支所を拠点に、4路線を運行している。地域住民に限らず、誰でも利用できる（通学用の便をのぞく）。一部区間をのぞきフリー乗降制（経路上であればどこでも乗降可能）である。
運行時刻は各路線とも固定されている。
2025年現在、小千谷線全便のように、前日までに予約が発生した場合のみ運行されるデマンド型の便も多い。
大型車でないワゴン車が使用されていることもあり、乗合タクシーの性格が強いが、当初から呼称はバスで統一されている。

## 歴史
2004年10月23日に発生した新潟県中越地震のため旧山古志村内では道路が寸断され、越後交通が運行していた路線バス3系統も運休となった。その後2006年9月から新潟県中越大震災復興基金を用いたコミュニティバスが山古志地区内の休止路線バスを引き継ぐ形で運行を開始したが、期間限定での運行であり、その後越後交通が休止路線の廃止を申請したことに伴い、恒常的な路線運行を行うため5年間限定でNPO法人中越防災フロンティアによる運行を行うこととなり、2008年7月から運行が開始された。
なお、当初は期間限定での運行とされていたものの、2025年4月現在も中越防災フロンティアによる運行が続けられている。

## 路線
4路線を運行しており、小千谷線の間内平 - 小千谷駅間をのぞき、全路線全区間がフリー乗降区間である。
平日のみ運行で、土休日・年末年始・お盆は運休となる（例外として、村松線は土曜運行便が存在する）。

### 運行中の路線
■村松線
村松回転場 - 太田入口 - 虫亀 - （山古志小中学校） - 山古志支所
- 村松で越後交通の長岡駅東口－村松－高龍神社前線に接続している。また山古志支所で種苧原（たねすはら）・小松倉の両路線に接続している。
- この路線のみ土曜運行便が設定されるが、土曜日が祝日の場合は運休となる。
  - 平日下り5本・上り4本、土曜下り3本・上り2本（2025年）
  - 平日夕刻に、虫亀集落止まりの区間便1本が予約便として設定されている。

■小千谷線
小千谷駅 - 間内平 - 山古志支所
- 2023年4月1日から岩間木線を小千谷駅まで延伸する形で運行を開始した。
  - 下り3本・上り2本。全便とも前日までに事前予約が必要。
  - 小千谷駅 - 間内平 間での乗降は不可。

■種苧原線
（山古志小中学校→）山古志支所－猶木（なおき）－種苧原
- 山古志の中心部から地区東部の種苧原を結ぶ路線である。上り2本・下り4本が運行されるが[注釈 2]、種苧原を基準としてダイヤが組まれているため、山古志の中心部からクローバーバスで往復してもその日のうちに戻ることはできない。

■小松倉線
（山古志小中学校→）山古志支所－木籠（こごも）－小松倉
- 山古志の中心部から地区南東部の小松倉を結ぶ。上り2本・下り4本が運行されるが[注釈 2]、小松倉を基準としてダイヤが組まれているため、山古志の中心部からクローバーバスで往復してもその日のうちに戻ることはできない。

この他に種苧原・小松倉の両線、村松線のうち虫亀⇔山古志支所間には小中学校の登下校ダイヤも組まれている。

### 過去の路線
岩間木線
岩間木 - 山古志支所
- 岩間木で越後交通の小千谷－浦柄－岩間木－塩谷線に接続していたが、越後交通が2023年3月限りで同路線を廃止して乗合タクシーに転換したため、小千谷駅まで延伸、改称した。[3]。

## 運賃
全線200円均一（小児半額）である。クローバーバス同士を乗り継ぐ場合は乗り継いだ路線が半額となる。
回数券
（11枚つづり、価格は額面の10回分）
通勤定期、通学定期
ともに有効期間、乗継の有無などの差異で数種類に分かれる。

## 車両
運行開始当初は28人乗りの小型マイクロバスを使用していたが、利用者減のためワンボックスカー（トヨタ・ハイエース）に切り替えられた。